# Деветопоясен броненосец
Деветопоясните броненосци (Dasypus novemcinctus) са вид средноголеми бозайници от семейство Броненосцови (Dasypodidae).
Те са най-широко разпространените броненосци, като се срещат в по-голямата част от Южна и Централна Америка и в югоизточните части на Съединените щати. Обикновено тежат от 2,5 до 6,5 kg, но отделни екземпляри могат да достигнат и 10 kg. Дължината на тялото с главата е 38-58 cm, а на опашката - 26-53 cm. Хранят се главно с насекоми, които изравят от почвата или покриващата земята шума (мравки, гъсеници, термити и дребни безгръбначни). При самозащита броненосецът се свива на топка.